# Tököldösz
Tököldösz (kirg. Төкөлдөш) – wielki zespół mieszkaniowy w obrębie miasta Biszkek, stolicy Kirgistanu. Tököldösz leży w rejonie Oktiabr.
W Tököldösz urodziła się Baken Kydykejewa, kirgiska aktorka teatralna i filmowa.